# Diplocentrus taibeli
Espèce
Synonymes
- Didymocentrus taibeli Caporiacco, 1938

Diplocentrus taibeli est une espèce de scorpions de la famille des Diplocentridae.

## Distribution
Cette espèce se rencontre au Guatemala dans le département du Petén et au Belize.

## Description
Le mâle holotype mesure 87 mm.
Diplocentrus taibeli mesure de 85 à 90 mm.

## Systématique et taxinomie
Cette espèce a été décrite sous le protonyme Didymocentrus taibeli par Caporiacco en 1938. Elle est placée dans le genre Diplocentrus par Francke en 1977.

## Étymologie
Cette espèce est nommée en l'honneur d'Alulah M. Taibel.

## Publication originale
- Caporiacco, 1938 : Aracnidi del Messico, di Guatemala e Honduras britannico. Atti della Società Italiana di Scienze Naturali e del Museo Civico di Storia Naturale in Milano, vol. 77, no 3, p. 251-282 (texte intégral).